# Veerakeralam
Veerakeralam è una suddivisione dell'India, classificata come town panchayat, di 19.993 abitanti, situata nel distretto di Coimbatore, nello stato federato del Tamil Nadu. In base al numero di abitanti la città rientra nella classe IV (da 10.000 a 19.999 persone).

## Geografia fisica
La città è situata a 11° 00' 47 N e 76° 53' 51 E.

## Società

### Evoluzione demografica
Al censimento del 2001 la popolazione di Veerakeralam assommava a 19.993 persone, delle quali 10.114 maschi e 9.879 femmine. I bambini di età inferiore o uguale ai sei anni assommavano a 1.776, dei quali 909 maschi e 867 femmine. Infine, coloro che erano in grado di saper almeno leggere e scrivere erano 15.398, dei quali 8.326 maschi e 7.072 femmine.